# Forêt des écrivains combattants
Der Forêt des écrivains combattants ist ein parkähnlicher Wald im Département Hérault, der 1931 zum Andenken der im Ersten Weltkrieg gefallenen Schriftsteller initiiert wurde. Begründer dieses Geländes war die Association des écrivains combattants (AEC).
1930 verwüsteten schwere Unwetter und die darauf folgenden großflächigen Überschwemmungen den Süden Frankreichs, am schlimmsten betroffen war das Département Hérault mit den Gemeinden Combes und Rosis bei den Monts de l’Espinouse (Zentralmassiv). Bereits zu Beginn der Aufräumungsarbeiten beschloss man auch die Aufforstung der zerstörten Waldflächen.
Die AEC unter ihrem Präsidenten Claude Farrère war eine der ersten Sponsoren und erwarb 1931 bei den Gemeinden Combes und Rosis ein Grundstück von 135 ha Größe. Noch im selben Jahr begann man dort, hauptsächlich Pinien und Zedern zu pflanzen, und die AEC wurde dabei tatkräftig vom Touring-Club de France unterstützt. Vor Ort koordinierte das AEC-Mitglied Emmanuel Bourcier (1880–1955) die Arbeiten von den Baumschulen bis hin zu den Teams, welche die Bäume dann pflanzten. Bis Herbst 1937 wurden auf den 135 ha beinahe 10.000 Bäume angepflanzt.
Neben den Bäumen wurden auch viele Wege und Pfade angelegt, die nach den im Krieg gefallenen Schriftstellern benannt wurden. Der Bildhauer Paul Moreau-Vauthier schuf für den Haupteingang eine imposante Stele, und auf einer Lichtung inmitten der Anlage befindet sich ein großer Tisch aus Stein in der Form des Croix de guerre, ebenfalls von Moreau-Vauthier. Im Juli des darauffolgenden Jahres wurde das Gelände feierlich eingeweiht. Neben fast allen Mitgliedern der AEC und lokalen Größen der Gesellschaft waren auch die Minister Auguste Champetier de Ribes und Henri Queuille aus Paris angereist. 
Am 13. Juli 1952 übergab Pierre Chanlaine, Präsident der AEC, den Forêt des écrivains combattants offiziell an den französischen Staat. Verbunden mit diesem Geschenk war die Auflage, das Gelände nicht zu verändern und ihn weiter zu pflegen. Im Sommer 1983 vernichtete ein Waldbrand mehr als ein Viertel des Waldes. Die Regierung unter Präsident François Mitterrand sah sich sofort in der Pflicht, und Landwirtschaftsminister Michel Rocard stellte einen ausreichenden Etat für Hilfsmaßnahmen zur Verfügung. Seit 2000 führt eine beinahe zwei Kilometer lange Straße als Rundweg an momentan 30 Stelen entlang durch den Park. Diese Arbeiten waren im Herbst 2016 abgeschlossen.
Heute (Stand Juni 2022) ist der Forêt des écrivains combattants ein zentraler Teil des Regionalen Naturparks Haut-Languedoc und nennt sich Forêt domaniale des écrivains combattants (FDEC).